# Codriophorus fascicularis
Codriophorus fascicularis (Synonym Racomitrium fasciculare (Hedw.) Brid., deutsch Büschel-Zackenmütze oder Büschel-Zackenmützenmoos) ist eine Laubmoos-Art aus der Familie Grimmiaceae.

## Merkmale
Codriophorus fascicularis bildet lockere bis dichte, gelbliche bis braungrüne, innen braune bis schwärzliche, manchmal auch gänzlich braunschwarze Rasen. Die bis 10 Zentimeter langen, niederliegenden bis aufsteigenden Stämmchen besitzen zahlreiche seitliche Kurztriebe. Die trocken anliegenden bis abstehenden, feucht stark abstehenden, lanzettlichen Blätter sind aus breiter Basis in eine lange Blattspitze verschmälert, diese ist schmal, aber meist deutlich abgerundet und trägt keine Glasspitze. Die Blätter sind einzellschichtig, die Blattränder ganzrandig und umgerollt. Die einfache Blattrippe endet vor der Blattspitze, ist durchgehend zweizellschichtig und an der Basis 50 bis 70 µm breit. Die Laminazellen sind verlängert rechteckig, am Blattgrund auch linealisch. Die basalen Blattränder weisen einen Blattsaum aus etwa 7 bis 15 hyalinen und glatten Zellen auf.
Die rötliche Seta ist 3 bis 8 Millimeter lang, die Kapsel ist länglich-eiförmig bis zylindrisch und bis 2,5 Millimeter lang. Die 550 bis 600 µm langen rotbraunen Peristomzähne sind bis zum Grund in 2 fadenförmige Äste gespalten. Die Sporengröße beträgt etwa 12 bis 15 µm.

## Verbreitung und Standortansprüche
Codriophorus fascicularis ist in Europa (besonders Nord-, West- und Mitteleuropa), in Asien (Nordostasien, Japan), in Nordamerika und auf den Gesellschaftsinseln im Südpazifik verbreitet. Das Moos wächst auf frischen bis nassen Silikatfelsen, in Mitteleuropa bevorzugt in hochmontanen bis subalpinen Lagen der Mittelgebirge und Alpen, seltener in der Ebene.